# Australian Greens
Australian Greens (Australske Grønne), almindeligvis kendt som The Greens (De Grønne), er en venstreorienteret sammenslutning af grønne partier fra Australiens enkelte delstater og territorier. Ved parlamentsvalget i Australien 2022 var The Greens det tredjestørste politiske parti i Australien efter antal stemmer og det femtestørste efter antal valgte mandater. Adam Bandt er formand, og partiets næstformand er Larissa Waters og Nick McKim.
Partiet blev dannet i 1992 og er en sammenslutning af otte delstats- og territoriale partier. Partiet angiver fire kerneværdier: økologisk bæredygtighed, social retfærdighed, græsrodsdemokrati og fred og ikke-vold. Partiets rødder går tilbage til den tidlige miljøbevægelse i Australien, protesterne mod Franklin Dam, de grønne strejker og atomnedrustningsbevægelsen. Partiet begyndte med United Tasmania Group, et af de første grønne partier i verden.
The Greens er medlem af Global Greens.